# Beautiful Girls
Beautiful Girls és una comèdia dramàtica americana dirigida per Ted Demme sortida l'any 1996. Ha estat doblada al català.

## Argument
Willie Conway va a la reunió dels antics alumnes del seu Institut, mentre que és en un punt crucial de la seva vida. No sap si es vol casar amb la seva amiga, deixar la música, i/o agafar una feina com a venedor.
Tornar a veure els seus antics amics, tots en un gir de les seves vides i de les seves carreres, li permetrà posar la seva vida en perspectiva i descobrir el que vol verdaderament.

## Repartiment
- Timothy Hutton: Willie Conway
- Matt Dillon: Tommy « Birdman » Rowland
- Michael Rapaport: Paul Kirkwood
- Noah Emmerich: Michael 'Mo' Morris
- Max Perlich: Kev
- Annabeth Gish: Tracy Stover
- Lauren Holly: Darian Smalls
- Rosie O'Donnell: Gina Barrisano
- Martha Plimpton: Gen
- Mira Sorvino: Sharon Cassidy
- Natalie Portman: Marty
- Uma Thurman: Andera
- Pruitt Taylor Vince: Stanley 'Stinky' Womack
- Anne Bobby: Sarah Morris
- Richard Bright: Dick Conway
- Sam Robards: Steve Rossmore
- David Arquette: Bobby Conway
- Adam LeFevre: Victor (com a Adam El Fevre)
- John Carroll Lynch: Frank Womack

## Rebuda
- Premis 1996: Festival de Sant Sebastià: Millor guió. Nominada a millor director
- Crítica 
  - Una gran pel·lícula"[3]
  - "Complerts els trenta, una dura evidència: dels somnis de joventut, ni rastre. Comèdia juvenil -costumista tan dolça com àcida, tan lleugera com lúcida. Sens dubte, tot un simpàtic encert. D'altra banda, atents a l'enlluernadora Portman"[4]
  - "Meravellosa pel·lícula generacional."[5]